# Aida (Unternehmen)

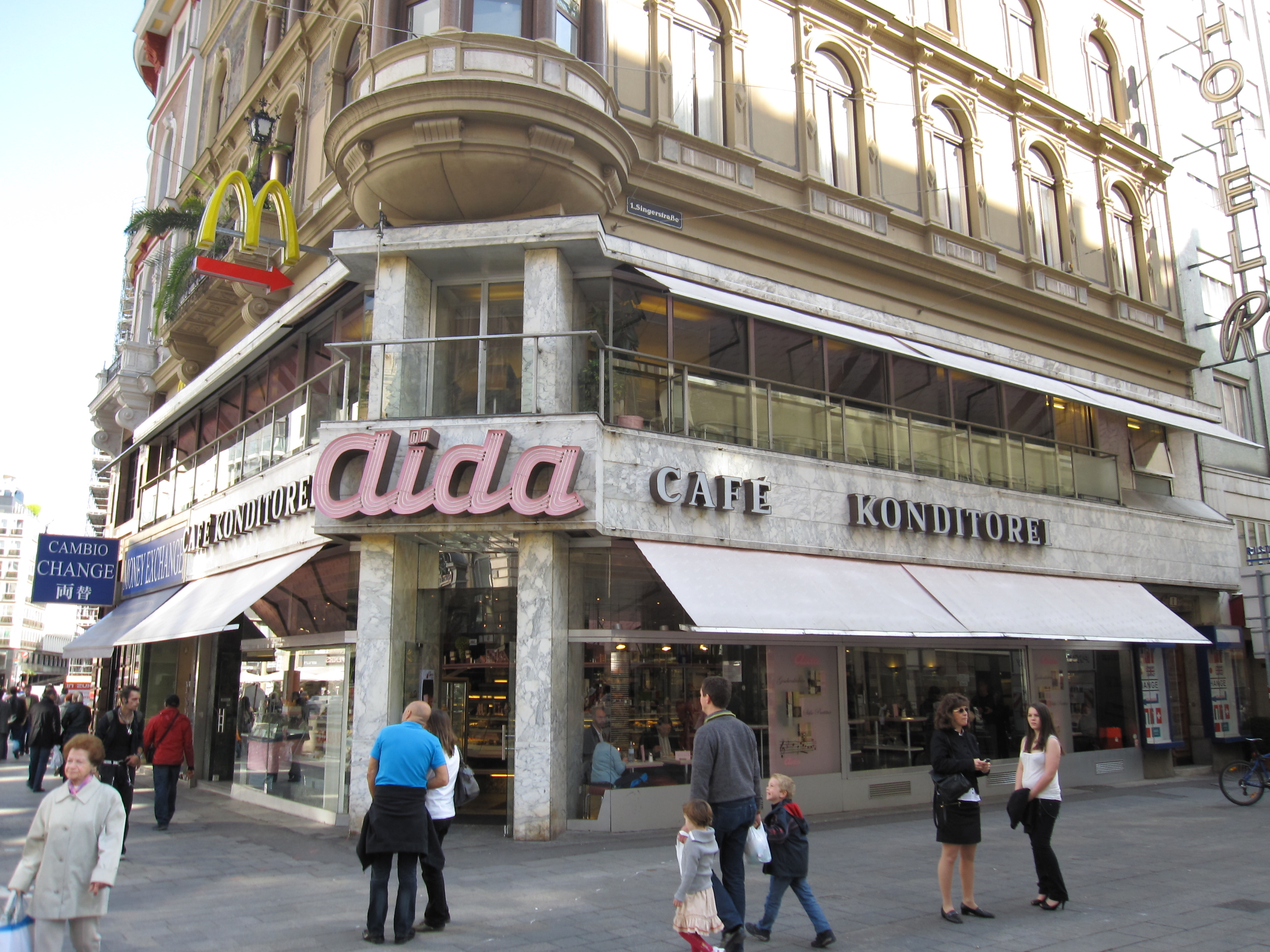
Aida-Filiale an der Wiener Kärntner Straße

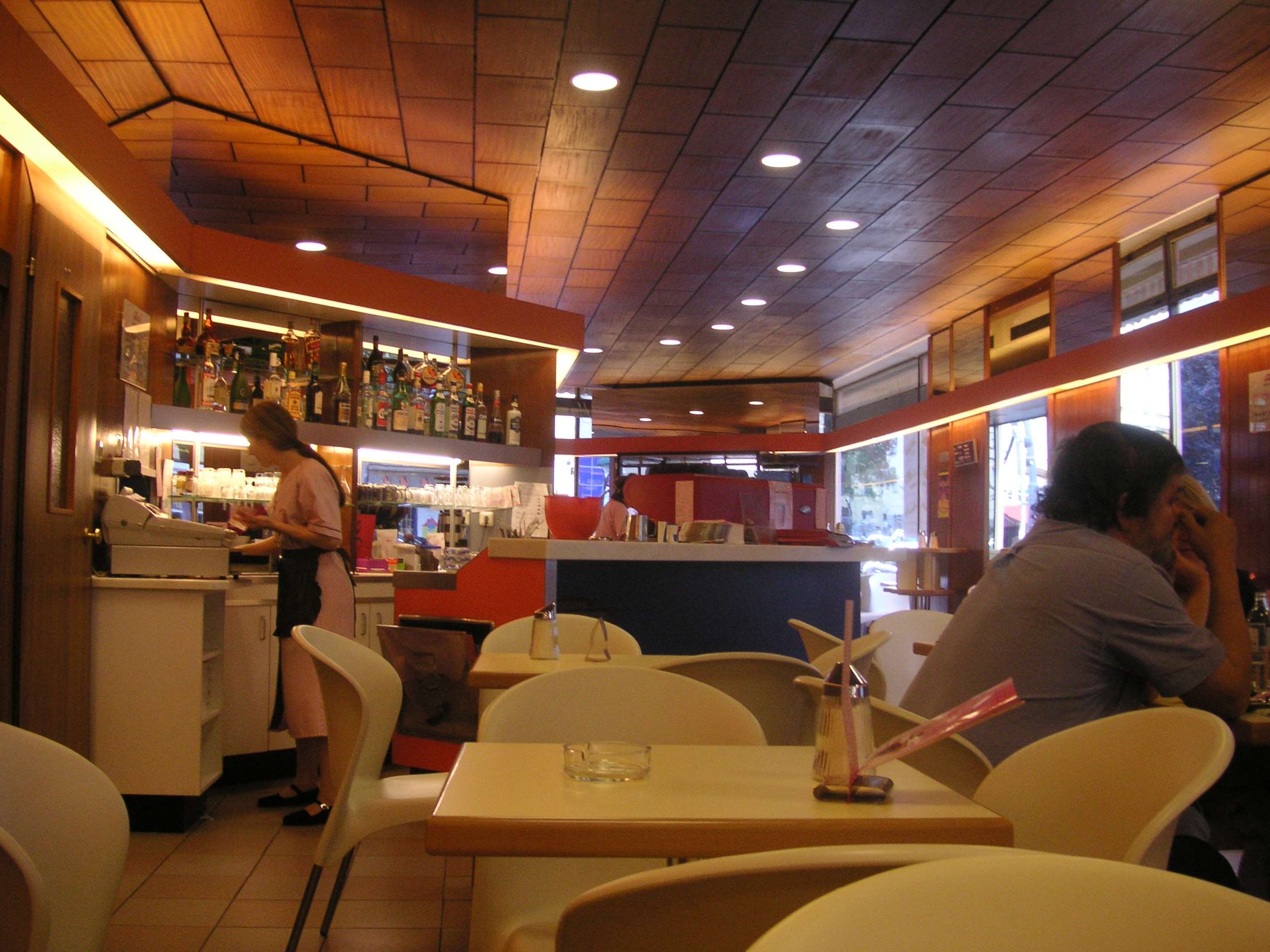
Innenansicht einer Filiale

Aida (Schreibweise am Unternehmenslogo: Ɑïdɑ) ist eine 1913 gegründete österreichische Café-Konditorei-Kette. Die Unternehmenszentrale befindet sich in der Schönthalergasse 1 im 21. Wiener Gemeindebezirk Floridsdorf.

## Geschichte
Der 1883 im nordböhmischen Držkov geborene Josef Prousek ging nach seiner Ausbildung zum Zuckerbäcker auf Wanderschaft und begann bei einem Wiener Zuckerbäckermeister als Geselle zu arbeiten. 1912 heiratete er die Fleischhauerstochter Rosa Nerad. 1913 kaufte das Ehepaar Prousek den Konditoreibetrieb Bonsaing im 9. Wiener Gemeindebezirk Alsergrund, den sie auf den Namen Chocolaterie u. Gross-Konditorei „AÏDA“ Prousek & Co umgründete. 
Vor Beginn des Zweiten Weltkrieges wurden von Aida bereits elf Filialen betrieben. In der Nachkriegszeit wurden auch Großaufträge für die Besatzungsmächte ausgeführt, unter anderem eine Bestellung von mehreren hundert Torten für die Rote Armee. Für das Amerikanische Rote Kreuz wurden Donuts und Eiscreme erzeugt. Die Filiale in der Wollzeile in der Wiener Innenstadt konnte 1948 wiedereröffnet werden und galt aufgrund der hier verwendeten La Carimali Espressomaschine als Österreichs erste Café-Konditorei mit Espressomaschine.
1976 nahm die Produktionsstätte im 21. Bezirk Floridsdorf ihren Betrieb auf. 1980 erhielt das Unternehmen die Staatliche Auszeichnung und darf seither das Bundeswappen im Geschäftsverkehr verwenden. 2003 übernahm Michael Prousek, der Enkel des Gründers, die alleinige Geschäftsführung. 2006 wurde das Unternehmen mit der Goldenen Kaffeebohne von Gault-Millau und Jacobs ausgezeichnet.
Derzeit gibt es in Wien 23 Aida-Filialen sowie zwei Filialen in Innsbruck und je eine Filiale in Graz, Groß-Enzersdorf als auch am Flughafen Wien. Am 15. November 2024 eröffnete eine Filiale auf dem internationalen König-Abd-al-Aziz-Flughafen in Dschidda in Saudi-Arabien.

## Allgemeines

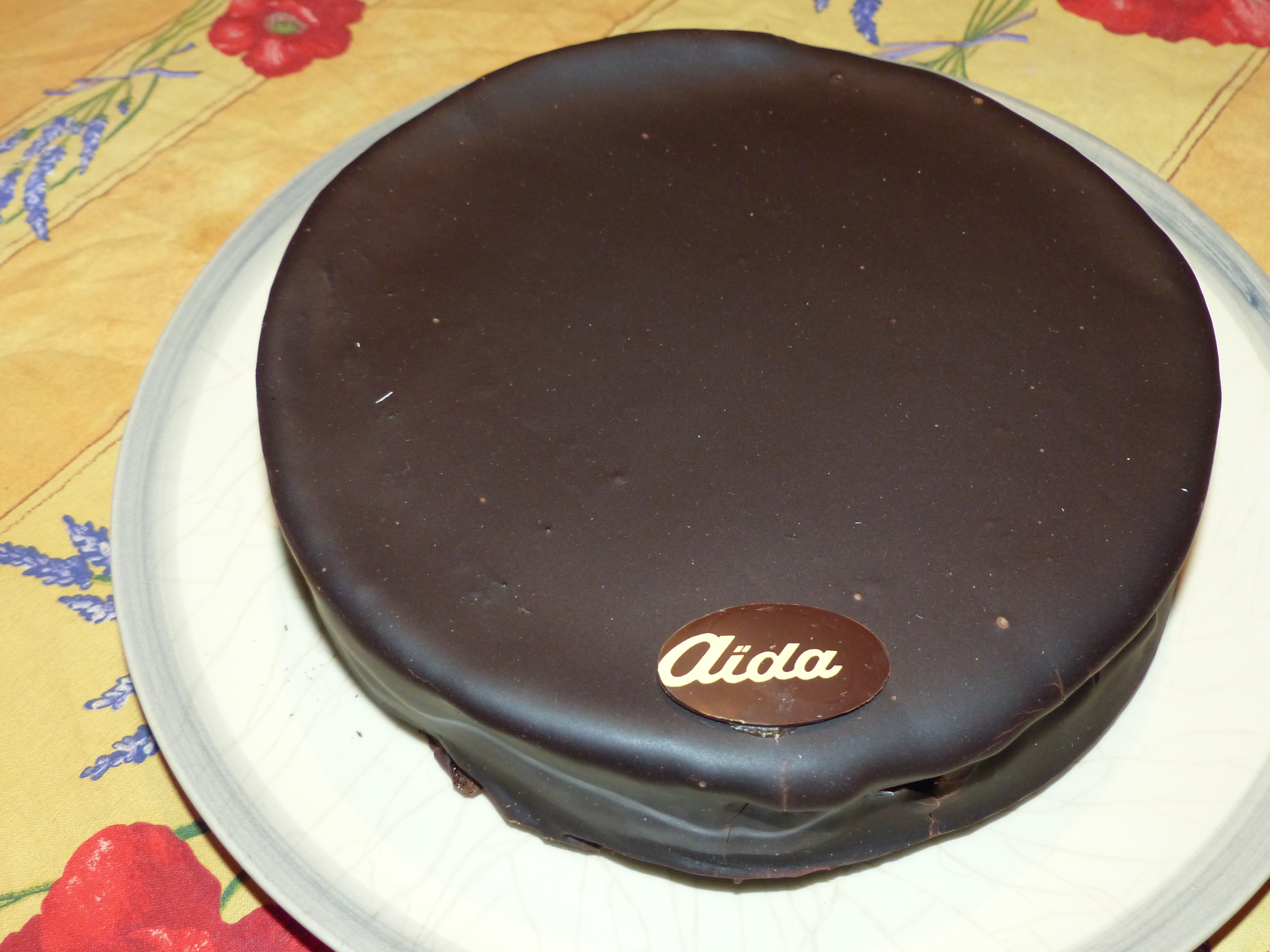
Sachertorte von Aida

Das Sortiment von Aida umfasst neben Kaffee und Schokolade ein breites Spektrum an Torten, Kuchen und anderen traditionellen Konditoreiwaren wie Esterházy-Torte, Linzer Torte, Sacher-Torte und Gugelhupf. Ebenso betreibt das Unternehmen auch einen internationalen Onlineversand seiner Produkte.
Das Corporate Design von Aida wird farblich vor allem von Rosa getragen, was von den Fassaden der Filialen bis zu den Uniformen der Kellnerinnen, der sogenannten Aida-Damen, reicht. Das Design stammt von dem Architekten Rudolf Vorderegger, der bis in die 1980er Jahre die Filialen gestaltete. Mit der Aida-Melange wird auch eine eigene Firmenzeitung herausgegeben.
Der Unternehmensgründer Josef Prousek war ein Verehrer der Komponisten Giuseppe Verdi und Giacomo Puccini. Er entschied sich 1913 im Zuge der Umgründung und -benennung seines Betriebes zwischen den Opern Aida und Tosca schließlich zugunsten von Aida. Maßgeblich dafür war unter anderem, dass auf dem Sportplatz Hohe Warte die erste Opernaufführung unter freiem Himmel in Wien stattgefunden hatte. Bei dem Spektakel auf einer 50 Meter breiten und 35 Meter tiefen Bühne mit 200 Chormitgliedern und 700 Komparsen dirigierte Pietro Mascagni die Oper Aida.